# 双閘街道
双閘街道（そうこうがいどう）は、南京市建鄴区の街道。現行行政地名は双閘街道新亭社区、双閘街道永初社区などの社区8個がある。

## 行政区画
8社区を管轄する。

## 施設
・介護施設：
・図書館：

### 交通
・地下鉄の駅：

### 教育
・大学：
・中学：
・小学：

### 医療
・病院：

### 娯楽
・体育館：